# Робалы
Ро́балы, или снуки (лат. Centropomus), — род лучепёрых рыб из монотипического семейства робаловых (Centropomidae) отряда окунеобразных. Распространены в тропических и субтропических водах западной части Атлантического океана и восточной части Тихого океана. Максимальная длина тела представителей разных видов варьирует от 36 до 140 см.

## Описание
Основные характерные признаки: тело удлинённое, нижняя челюсть выступает вперёд, два спинных плавника разделены небольшим промежутком, боковая линия заходит на хвостовой плавник, верхний профиль головы часто имеет вогнутую форму.
Обитают в различных биотопах от коралловых рифов до эстуариев и мангр, заходят в солоноватую и пресную воду. Питаются преимущественно рыбами и ракообразными.
Многие виды имеют промысловое значение и являются объектами спортивной рыбалки.

## Таксономия
Ранее в семейство Centropomidae включали Latinae в ранге подсемейства, на основании кладистического анализа с использованием 29 признаков статус подсемейства Latinae повышен до семейства.

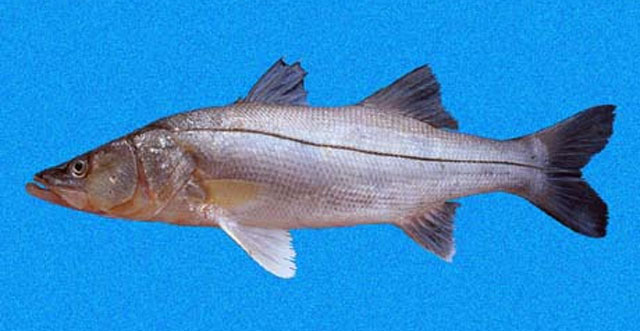
Centropomus nigrescens

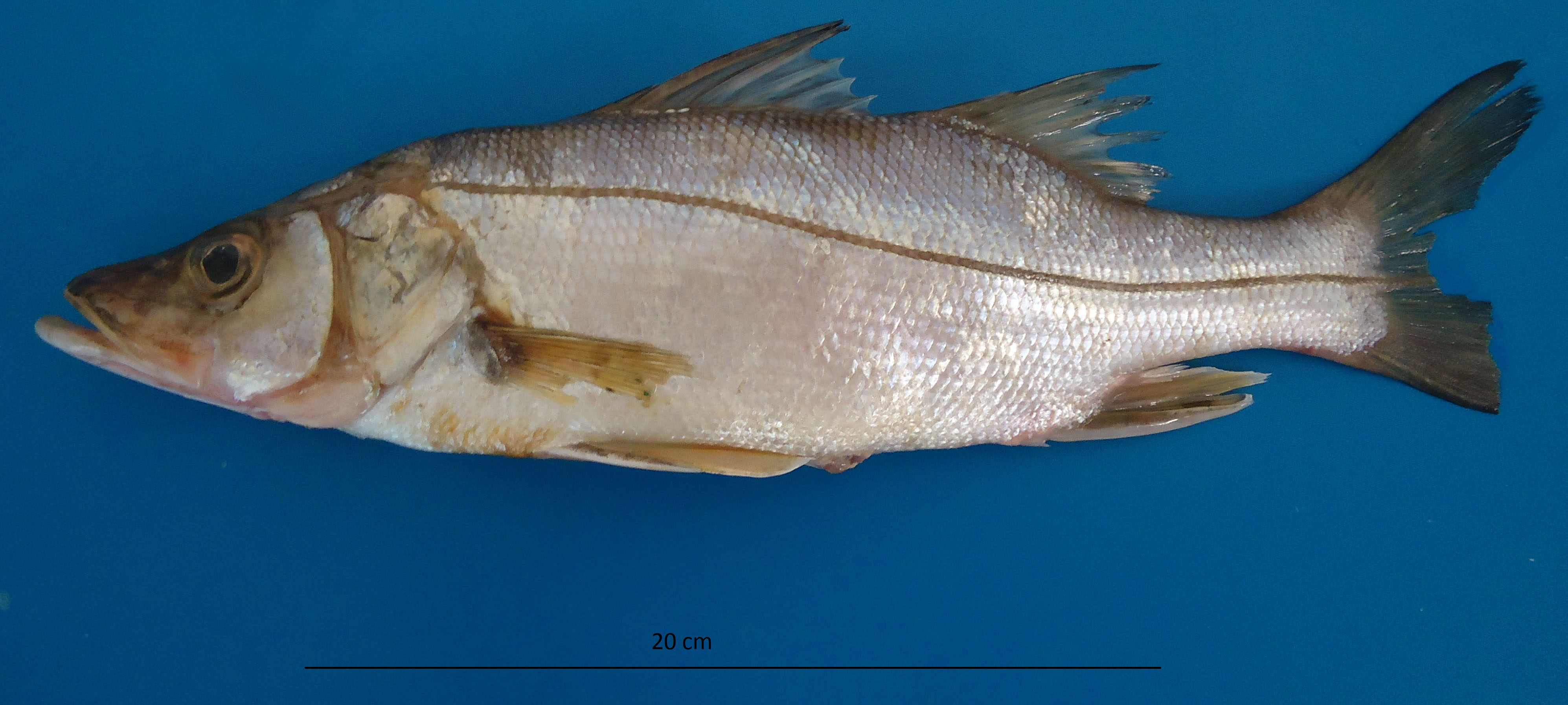
Centropomus parallelus

На январь 2021 году в состав семейства робаловых включают один род Centropomus с 13 видами:
- Centropomus armatus Gill, 1863 — Мексиканский робало[6]
- Centropomus ensiferus Poey, 1860 — Колючий робало, или длинношипый робало[1]
- Centropomus irae Carvalho-Files, Oliviera, Soares & Araripe, 2019[7]
- Centropomus medius  Günther, 1864
- Centropomus mexicanus Bocourt, 1868
- Centropomus nigrescens Günther, 1864 — Тёмный робало[6]
- Centropomus parallelus Poey, 1860 — Толстый робало, или антильский робало[1]
- Centropomus pectinatus Poey, 1860 — Темнопёрый робало, или гребенчатый робало[1]
- Centropomus poeyi Chávez, 1961
- Centropomus robalito  Jordan & Gilbert, 1882 — Желтопёрый робало[6]
- Centropomus undecimalis  (Bloch, 1792) — Обыкновенный робало, или белый робало[1]
- Centropomus unionensis  Bocourt, 1868 — Панамский робало[6]
- Centropomus viridis  Lockington, 1877